# Кубок Испании по футболу 1956
Кубок Испании по футболу 1956 — 52-й розыгрыш Кубка Испании по футболу выиграл Атлетик Бильбао. Этот кубок стал девятнадцатым в истории команды. 
Соревнование прошло в период с 6 мая по 24 июня 1956 года.

## Результаты матчей

### 1/4 финала
| Команда 1       | Итог | Команда 2       | 1-й матч | 2-й матч |
| --------------- | ---- | --------------- | -------- | -------- |
| Атлетик Бильбао | 6:3  | Осасуна         | 4:1      | 2:2      |
| Эспаньол        | 7:5  | Барселона       | 3:1      | 4:4      |
| Реал Хаэн       | 2:7  | Атлетико Мадрид | 2:2      | 0:5      |
| Реал Мадрид     | 8:3  | Реал Вальядолид | 4:1      | 4:2      |

### 1/2 финала
| Команда 1   | Итог | Команда 2       | 1-й матч | 2-й матч |
| ----------- | ---- | --------------- | -------- | -------- |
| Реал Мадрид | 4:5  | Атлетик Бильбао | 2:2      | 2:3      |
| Эспаньол    | 2:2  | Атлетико Мадрид | 1:2      | 1:0      |

- Дополнительный матч

| Команда 1 | Счёт | Команда 2       |
| --------- | ---- | --------------- |
| Эспаньол  | 0–3  | Атлетико Мадрид |

### Финал
| 24 июня, 1956              | \| Атлетик Бильбао \| 2:1 \| Атлетико Мадрид \| \| Артетхе 37′ · Магуреги 70′ \| Голы \| Молина 25′ \| | Сантьяго Бернабеу, Мадрид |
| Атлетик Бильбао            | 2:1 | Атлетико Мадрид           |
| Артетхе 37′ · Магуреги 70′ | Голы                                                                                                   | Молина 25′                |